# Jo So-jin
Jo So-jin (hangul: 조소진 (en hanja, 趙笑珍; romanización revisada, Jo So-jin; McCune-Reischauer, Cho So-jin); Masan, Gyeongsang del Norte, 11 de octubre de 1991), mejor conocida simplemente como Sojin (hangul: 소진 ()), es una cantante y actriz surcoreana. Hizo su debut en la escena musical en agosto de 2014 como miembro del grupo Nasty Nasty. Más tarde, en enero de 2015, Sojin se convirtió en miembro del grupo femenino surcoreano Nine Muses. Comenzó su carrera como actriz protagonizando la serie de televisión Canvas The Emperor.

## Biografía
Sojin nació el 11 de octubre de 1991 en Masan, Gyeongsang del Norte, Corea del Sur. Se entrenó en Big Hit Entertainment durante cinco años y se suponía que sería miembro del grupo de chicas Glam, pero dejó la compañía antes de esa oportunidad.

## Carrera

### 2014: Nasty Nasty
En 2014, se reveló que Sojin se convertiría en miembro del grupo proyecto Nasty Nasty, junto con Kyungri (integrante de Nine Muses) y Kevin (miembro de ZE:A). El grupo debutó oficialmente el 22 de agosto de 2014 con el sencillo Knock.

### 2015: Nine Muses
El 8 de enero de 2015, Star Empire Entertainment anunció el lanzamiento del tercer EP de Nine Muses, titulado Drama. Sojin fue revelada como una nueva integrante del grupo días después. La discográfica publicó mucha información sobre ella y Keumjo, otra nueva integrante del grupo.

### 2016-2017: Nine Muses A y trabajos en solitario
En el verano de 2016, Star Empire Entertainment reveló que Nine Muses haría su regreso con una subunidad, compuesta por cuatro miembros: Kyungri, Hyemi, Sojin y Keumjo. Más tarde se reveló que Sojin haría su debut actoral en el drama chino Canvas The Emperor, junto a artistas notables como Seohyun.
En 2017, Sojin se convirtió en miembro principal del elenco del drama The Idolmaster KR. Como parte del drama, Sojin se convirtió en miembro del grupo Red Queen, junto con Kaeun de After School, Ari de Tahiti y Hyeri de I.B.I.

## Filmografía

### Dramas
| Año  | Título             | Difusión | Papel       | Notas                            |
| ---- | ------------------ | -------- | ----------- | -------------------------------- |
| 2016 | Canvas The Emperor | Naver    | Lin Hui Zin | Reparto principal                |
| 2016 | The Idolmaster KR  | SBS      | Hyeju       | Como miembro del grupo Red Queen |